# Hoplocorypha
Hoplocorypha är ett släkte av bönsyrsor. Hoplocorypha ingår i familjen Thespidae.

## Dottertaxa tillHoplocorypha, i alfabetisk ordning[1]
- Hoplocorypha acuta
- Hoplocorypha bicornis
- Hoplocorypha boromensis
- Hoplocorypha bottegi
- Hoplocorypha boviformis
- Hoplocorypha brevicollis
- Hoplocorypha cacomana
- Hoplocorypha carli
- Hoplocorypha congica
- Hoplocorypha dentata
- Hoplocorypha distinguenda
- Hoplocorypha foliata
- Hoplocorypha fumosa
- Hoplocorypha galeata
- Hoplocorypha garuana
- Hoplocorypha hamulifera
- Hoplocorypha lacualis
- Hoplocorypha lobata
- Hoplocorypha macra
- Hoplocorypha mellea
- Hoplocorypha montana
- Hoplocorypha nana
- Hoplocorypha narocana
- Hoplocorypha nigerica
- Hoplocorypha nigra
- Hoplocorypha perplexa
- Hoplocorypha picea
- Hoplocorypha punctata
- Hoplocorypha rapax
- Hoplocorypha salfii
- Hoplocorypha saussurii
- Hoplocorypha sordida
- Hoplocorypha striata
- Hoplocorypha turneri
- Hoplocorypha ugandana
- Hoplocorypha vittata
- Hoplocorypha wittei